# نورا کوتی
نورا کوتی (استونیایی: Nora Kutti; ۹ اکتبر ۱۹۲۲ – ۱۸ ژوئن ۲۰۲۰) شناگر اهل استونی بود. از افتخارات وی میتوان به دریافت نشان ستاره سفید اشاره کرد.